# Samos (Präfektur)
Die griechische Präfektur Samos (griechisch Σάμος) war bis 2010 eine von drei Präfekturen der Verwaltungsregion Nördliche Ägäis. Sie wurde 1915 aus den Inseln Samos und Ikaria (Ικαριά) sowie der Inselgruppe Fourni Korseon (Φούρνοι Κορσέων) in der östlichen Ägäis gebildet. Verwaltungszentrum der Präfektur war die Stadt Samos (Σάμος (f. sg.)) auf der gleichnamigen Insel. Mit der griechischen Verwaltungsreform 2010 wurde die Präfektur abgeschafft und in die zwei Regionalbezirke (Ez. gr. periferiaki enotita) Samos (die Insel und Gemeinde Samos) und Ikaria (die Gemeinden Ikaria und Fourni) aufgeteilt, die jedoch abgesehen von der Sitzzuteilung für den Regionalrat keine politische Bedeutung haben.

## Gemeinden 1997–2010
Die Präfektur war in acht Gemeinden (Einzahl gr. dimos δήμος) untergliedert.
| Nummer | Name           | griechischer Name     | LAU    | Sitz            | Fläche (km²) | Einwohner | Postleit- zahl | Telefon- vorwahl |
| ------ | -------------- | --------------------- | ------ | --------------- | ------------ | --------- | -------------- | ---------------- |
| 1      | Vathy          | Δήμος Βαθέος (Σάμου)  | 840100 | Samos           | 125,15       | 12.384    | 831 00         | 22730–2          |
| 2      | Agios Kirykos  | Δήμος Αγίου Κηρύκου   | 840200 | Agios Kirykos   | 074,75       | 03.243    | 833 00         | 22750–2          |
| 3      | Evdilos        | Δήμος Ευδήλου         | 840300 | Evdilos         | 078,79       | 02.831    | 833 02         | 22750–3          |
| 4      | Karlovasia     | Δήμος Καρλοβασίων     | 840400 | Neo Karlovasi   | 100,33       | 09.645    | 832 00         | 22730–3          |
| 5      | Marathokambos  | Δήμος Μαραθοκάμπου    | 840500 | Marathokambos   | 087,25       | 02.837    | 831 02         | 22730–3          |
| 6      | Pythagorio     | Δήμος Πυθαγορείου     | 840600 | Pythagorio      | 164,66       | 09.003    | 831 03         | 22730–6 bis 9    |
| 7      | Raches         | Δήμος Ραχών           | 840700 | Christos Raches | 101,77       | 02.142    | 833 01         | 22750–4          |
| 8      | Fourni Korseon | Δήμος Φούρνων Κορσεών | 840800 | Fourni          | 045,25       | 01.487    | 833 01         | 22750–5          |